# أرماندو روبلز
أرماندو روبلز (بالإسبانية: Armando Robles)‏ مواليد 9 يناير 1978 في غوادالاخارا، هو ملاكم محترف مكسيكي يصنف ضمن فئة وزن الوسط.

## إحصائيات
خاض خلال مسيرته 39 نزالا، فاز في 31 وتعادل في 2 وخسر في 5. فاز بالضربة القاضية في 18 نزالا.

## روابط خارجية
- أرماندو روبلز على موقع بوكس ريك (الإنجليزية) (registration required)